# К'юнгу
К'ю́нгу (англ. Kyungu) — традиційна громада у складі дистрикту Каронга Північного регіону Малаві.
Населення — 89672 особи (2018).